# طاعون سپتی‌سمیک
طاعون سپتی‌سمیک یکی از سه شکل اصلی طاعون است که توسط یرسینیا پستیس، یک گونهٔ گرم منفی از باکتری‌ها ایجاد می‌شود. طاعون سپتی‌سمیک یک بیماری سیستمیک است که شامل عفونت خون است و بیشتر از طریق نیش کک‌های آلوده منتقل می‌شود. طاعون سپتی‌سمیک می‌تواند باعث انعقاد درون‌رگی منتشر شود و تقریباً همیشه در صورت عدم درمان، کشنده است. انواع دیگر طاعون، طاعون خیارکی و طاعون تنفسی هستند.

## نشانه‌ها
نشانه‌های معمول ابتلا به این بیماری عبارت‌اند از:
- درد شکم
- خونریزی زیر پوست به‌دلیل مشکلات در لخته شدن خون
- خونریزی از دهان، بینی یا راست‌روده
- علائم گوارشی، از جمله تهوع و استفراغ که می‌تواند همراه با خون و اسهال باشد.
- تب
- لرز
- فشار خون پایین
- نارسایی اندام‌ها
- شوک
- بافت‌مردگی و گانگرن در اندام‌ها، به‌ویژه در انگشتان دست، بینی و پاها
- دشواری در تنفس

این نشانه‌ها در بسیاری از بیماری‌های انسانی مشترک است و به‌خودیِ خود، نشان‌دهندهٔ عفونت با هر نوع از طاعون نیست.
توجه به این نکته ضروری است که طاعون سپتی‌سمیک، ممکن است بدون نشانه باشد و باعث مرگ شود.

## تشخیص
یک پزشک یا دامپزشک یک معاینه فیزیکی انجام می‌دهد که شامل پرسش در مورد پیشینهٔ پزشکی و منابع احتمالی مورد تماس با بیمار است. روش‌های آزمایشی احتمالی می‌تواند شامل موارد زیر باشد:
- آزمایش خون (تشخیص آنتی‌بادی)
- کشت نمونه‌هایی از مایعات بدن
- آزمایش کلیه و کبد
- بررسی دستگاه لنفاوی برای یافتن نشانه‌ای از عفونت
- بررسی مایعات بدن و موارد غیرطبیعی در آن‌ها
- بررسی ورم
- بررسی علائم کم‌آبی بدن
- بررسی تب
- بررسی عفونت در ریه[۱]

## پیشگیری
برای پیشگیری از ابتلا به طاعون سپتی‌سمیک باید از مراحل و اقدامات احتیاطی زیر استفاده کرد:
- مراقبین بیماران مبتلا باید از ماسک، دستکش، عینک و روپوش استفاده کنند.
- در صورت تماس نزدیک با بیمار آلوده، آنتی‌بیوتیک مصرف شود.
- از حشره‌کش‌ها در تمام خانه استفاده شود.
- از تماس با جوندگان مرده یا گربه‌های بیمار، خودداری شود.
- اگر موش‌ها یا رَت‌ها در اطراف خانه حضور دارند، باید تله‌هایی قرار داده شود.
- جلوگیری از پرسه زدن حیوانات خانگی در مناطقی که طاعون شایع است.
- کنترل و درمان کک در حیوانات (به‌ویژه برای جوندگان)

## درمان
آغاز زودهنگام مصرف آنتی‌بیوتیک، نخستین گام در درمان طاعون سپتی‌سمیک در انسان است. به این منظور، یکی از آنتی‌بیوتیک‌های زیر ممکن است استفاده شود:
- استرپتومایسین
- جنتامایسین
- تتراسایکلین یا داکسی سایکلین
- کلرامفنیکل
- سیپروفلوکساسین

گره‌های لنفاوی ممکن است نیاز به تخلیه داشته باشند و بیمار نیاز به نظارت دقیق دارد.
در حیوانات می‌توان از آنتی‌بیوتیک‌هایی مانند تتراسایکلین یا داکسی‌سایکلین استفاده کرد. تزریق وریدی مایعات در بیماران مبتلا به کم‌آبی بدن، ممکن است انجام شود. درمان کک در جانوران نیز توصیه می‌شود. در برخی موارد، اتانازی جانوران ممکن است بهترین گزینه برای درمان و جلوگیری از گسترش بیشتر این بیماری باشد.

## پیش‌آگهی
طاعون سپتی‌سمیک درمان‌نشده تقریباً همیشه کشنده است. درمان زودهنگام با آنتی‌بیوتیک‌ها میزان مرگ و میر مبتلایان را از نزدیک به ۱۰۰ درصد، به ۴ تا ۱۵ درصد کاهش می‌دهد. اگر درمان بیش از ۲۴ ساعت به تعویق بی‌افتد مرگ، تقریباً اجتناب‌ناپذیر است و حتی ممکن است برخی از افراد در همان روزی که به مراکز پزشکی مراجعه می‌کنند، بمیرند.

## همه‌گیرشناسی
در سال ۲۰۱۵، تیلور گیس، یک نوجوان ۱۶ ساله در شهرستان لاریمر در شمال کلرادو، پس از گزش توسط ککی که یک جونده را در اقامت‌گاه روستایی خانوادگی خود گاز گرفته بود، جان خود را از دست داد. تنها سه نفر در کلرادو در سی سال گذشته به این باکتری آلوده شده بودند.